# Consejo General de la Ciudadanía Española en el Exterior
El Consejo General de la Ciudadanía Española en el Exterior (CGCẼE) es un órgano de carácter consultivo y asesor, adscrito al Ministerio de Inclusión, Seguridad Social y Migraciones, a través de la Secretaría de Estado de Migraciones.

## Atribuciones
Son atribuciones del Consejo General de la Ciudadanía Española en el Exterior las siguientes:
- Llevar a cabo o solicitar la realización de estudios sobre cuestiones y problemas que afecten a la ciudadanía española en el exterior.
- Formular propuestas y recomendaciones en relación con los objetivos y aplicación de los principios inspiradores de la política de atención a la ciudadanía española en el exterior.
- Ser informado de la actuación de los órganos de la Administración competentes en materia de atención a la ciudadanía española en el exterior y retornados.
- Conocer e informar, con carácter previo, Anteproyectos de Ley y Proyectos de Reales Decretos y de Órdenes relativos a las siguientes materias, en el ámbito de su competencia: derechos civiles, derechos laborales y protección social, educativa y cultural, siempre que los mismos afecten directamente a los españoles en el exterior.
- Aprobar el Reglamento de funcionamiento del propio Consejo.

## Relaciones institucionales
El Consejo General de la Ciudadanía Española en el Exterior solicita anualmente audiencia a las Comisiones competentes de las Cortes Generales para informar sobre la situación de la ciudadanía española en el exterior.
Colabora con los órganos de participación de españoles en el exterior existentes en las Comunidades Autónomas.
Las propuestas, recomendaciones, informes o acuerdos que el Consejo eleve al Gobierno son remitidos a través del Ministerio de Inclusión, Seguridad Social y Migraciones.

## Composición
A la cabeza del Consejo se encuentra el presidente, propuesto libremente por el ministro de Inclusión, Seguridad Social y Migraciones, y ratificado por votación secreta del Pleno del Consejo.
Cuenta además con dos vicepresidentes:
- Vicepresidente primero: el titular de la Secretaría de Estado de Migraciones.
- Vicepresidente segundo: el titular de la Subsecretaría del Ministerio de Asuntos Exteriores.

Es secretario del Consejo el titular de la Dirección General de la Ciudadanía Española en el Exterior y Políticas de Retorno.
El resto del Consejo está compuesto por:
- Un máximo de 43 consejeros electos por los Consejos de Residentes Españoles, hasta un máximo de 43, con la distribución que determina el Ministerio de Inclusión, Seguridad Social y Migraciones, de forma proporcional al número de españoles inscritos en el Censo Electoral de Residentes Ausentes (CERA) de cada país, según los últimos datos publicados en Internet por la Oficina del Censo Electoral. Además de los consejeros titulares, se eligen en cada uno de los países un número igual de consejeros suplentes.
- 8 consejeros designados (o un número de ellos que no supere el 20 % del total de consejeros electos), de los cuales al menos 2 corresponden a federaciones de asociaciones de jóvenes o de mujeres. Todos ellos lo son a propuesta de las federaciones de asociaciones de españoles del exterior que acrediten su representatividad, y en función de criterios establecidos.
- 8 consejeros sindicales y patronales, en representación de las principales organizaciones de trabajadores y de empresarios.[2]
- Consejeros regionales en representación de cada una de las comunidades autónomas y de las ciudades de Ceuta y Melilla que lo deseen.
- Consejeros de la Administración (directores generales) en representación de cada uno de los ministerios siguientes: Justicia, Economía, Comercio y Empresa, Interior, Educación, Formación Profesional y Deportes, Sanidad, Derechos Sociales, Consumo y Agenda 2030, Igualdad, Ciencia, Innovación y Universidades

## Denominaciones del Consejo
A lo largo de la Historia este órgano ha recibido las denominaciones de:
- Consejo General de la Emigración, CGE (1987 - 2006)
- Consejo General de la Ciudadanía Española en el Exterior, CGCEE (2006 - actualidad)

## Historia
El 5 de octubre de 2012, cuatro días después de ser proclamado presidente del Consejo General de la Ciudadanía Española en el Exterior a propuesta de la ministra Fátima Báñez, el 'popular' José Manuel Castelao Bragaña tuvo que presentar su dimisión tras sus polémicas declaraciones "las leyes son como las mujeres, están para violarlas", realizadas durante la reunión de una comisión del órgano.
Quedan pendientes otras polémicas del tipo de:
- Exclusión tanto del Consejo General de la Ciudadanía Española en el Exterior y como de los Consejos de Residentes Españoles en el Extranjero de la Organización del Servicio Exterior del Estado conforme a la Ley 2/2014, de 25 de marzo, de la Acción y del Servicio Exterior del Estado pese a las funciones que les otorga el Real Decreto 1960/2009, de 18 de diciembre, por el que se regulan los Consejos de Residentes Españoles en el Extranjero: «Los Consejos de Residentes Españoles son órganos de carácter consultivo y asesor, adscritos a las oficinas consulares de España, cuya composición, elección y régimen de funcionamiento se regulan en este real decreto[4] y las disposiciones normativas de desarrollo».
- Sustitución de la representación municipal por los Consejos de Residentes Españoles como representación de la "administración cercana".[5]
- Ausencia de los Consejos de Residentes Españoles de la FEMP - Federación Española de Municipios y Provincias.
- La ausencia de consejeros en el Consejo General de la Ciudadanía Española en el Exterior de algunos países en los que no se ha convocado a la constitución de Consejos de Residentes Españoles en el Extranjero.
- Frente a los 700 electores mínimos que establecía el Real Decreto 1339/1987,[6] de 30 de octubre, sobre cauces de participación institucional de los españoles residentes en el extranjero, el actual Real Decreto 1960/2009,[7] de 18 de diciembre, por el que se regulan los Consejos de Residentes Españoles en el Extranjero, establece un mínimo de 1.200 electores. Hay países en los que se supera ese límite para la representación, pero por contar con varias demarcaciones consulares dentro del territorio, se restringe la participación[8] por la dispersión. Es el caso, por ejemplo de Guinea Ecuatorial, en donde a 1 de marzo de 2023, el CERA incluye a 1.622 ciudadanos con derecho a voto, pero al estar repartidos entre la demarcación de Malabo, con 1.003, y los 519 en Bata, quedan excluidos de las convocatorias al Consejo de Residentes Españoles.

## Lista de presidentes
| Mandato | Inicio | Final | Nombre                                | Partido |
| ------- | ------ | ----- | ------------------------------------- | ------- |
| I       | 1990   | 1992  | Seguismundo Crespo                    | PSOE    |
| I       | 1992   | 1994  | Pedro López Lagares                   | PSOE    |
| II      | 1994   | 1998  | José Luis Rodríguez Pardo †           | PSOE    |
| III     | 1998   | 2002  | José Manuel Castelao Bragaña          | PP      |
| IV      | 2003   | 2005  | José Manuel Castelao Bragaña          | PP      |
| IV      | 2005   | 2007  | Francisco Ruiz Vázquez                | PSOE    |
| V       | 2007   | 2012  | Francisco Ruiz Vázquez                | PSOE    |
| VI      | 2012   | 2012  | José Manuel Castelao Bragaña (5 días) | PP      |
| VI      | 2013   | 2017  | Eduardo Dizy Sánchez                  | PP      |
| VII     | 2017   | 2021  | Eduardo Dizy Sánchez                  | PP      |
| VIII    | 2022   |       | Violeta Alonso Peláez                 |         |